# Ptychoglene pomponia
Ptychoglene pomponia là một loài bướm đêm thuộc phân họ Arctiinae, họ Erebidae.